# Patriarcado bíblico

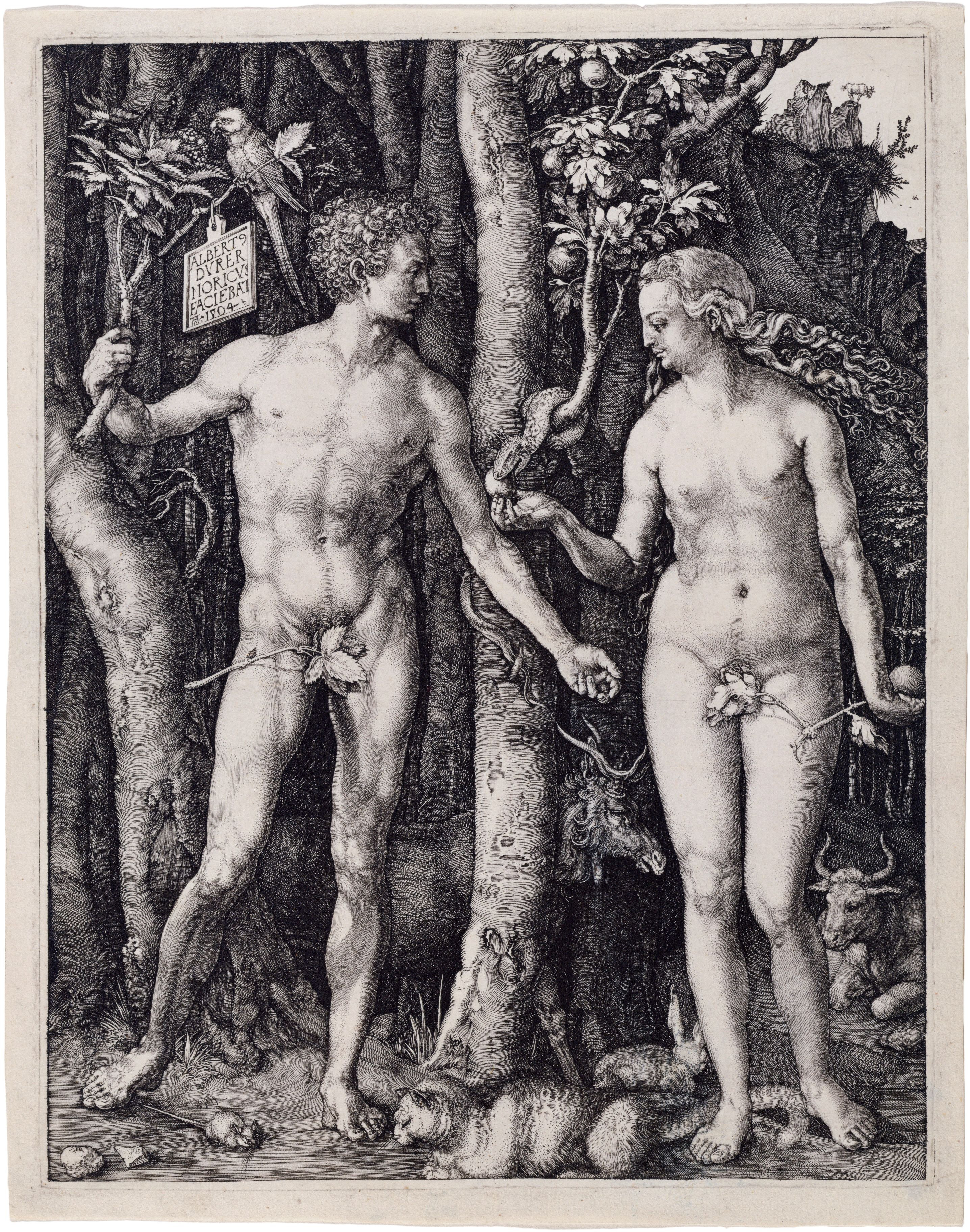

Patriarcado bíblico , também conhecido como patriarcado cristão, é um conjunto de crenças no cristianismo evangélico sobre as relações de gênero e suas manifestações nas instituições, incluindo o casamento, a família e o lar. Pessoas notáveis associadas ao patriarcado bíblico incluem Douglas Wilson , RC Sproul Jr. , a família Duggar e Douglas Phillips.  Diz-se que o movimento patriarcal bíblico "floresce entre os adeptos do ensino doméstico " nos Estados Unidos.

## Crenças
Os "Princípios do Patriarcado Bíblico" publicados pelo Vision Forum antes de seu fim defendem crenças como:
- Deus se revela masculino, não feminino.
- Deus ordenou papéis de gênero distintos para o homem e a mulher como parte da ordem criada.
- Um marido e pai é o chefe de sua família, um líder da família, provedor e protetor.
- A liderança masculina no lar é transferida para a igreja: somente homens podem ocupar posições dominantes na igreja.  Uma sociedade que honre a Deus também preferirá a liderança masculina nas esferas civil e outras esferas.
- Desde que a mulher foi criada como ajudante do marido, como portadora de filhos, e como “guardiã de casa”, a esfera de domínio ordenada por Deus e apropriada para uma esposa é a casa e aquilo que está conectado com a casa. .
- O mandamento de Deus de “ frutificar e multiplicar” ainda se aplica aos casais.
- Os pais cristãos devem proporcionar aos filhos uma educação completamente cristã, que ensine a Bíblia e uma visão bíblica de Deus e do mundo.
- Ambos os filhos e filhas estão sob o comando de seus pais, desde que estejam sob o seu teto ou, de outro modo, sejam os destinatários de sua provisão e proteção.[4]

Michael Farris observa três exemplos de ensino patriarcal: que as mulheres não devem votar, que o ensino superior não é importante para as mulheres e que "as mulheres adultas solteiras estão sujeitas à autoridade de seus pais".
De acordo com Rachel Held Evans , o movimento do patriarcado bíblico está "comprometido em preservar o máximo possível a estrutura patriarcal da lei do Antigo Testamento".

## Práticas
Algumas igrejas ligadas ao patriarcado bíblico praticam o "voto doméstico".  Por exemplo, a Igreja de Todos os Santos em Lancaster, Pensilvânia , uma congregação da Comunhão das Igrejas Evangélicas Reformadas , declara na constituição da sua igreja: "Os membros que votam nas eleições da igreja são chamados de eleitores.  Os eleitores são os chefes dos agregados familiares membros (sejam eles homens ou mulheres) e os que têm a capacidade de votar pela Sessão. "

## Diferenças com o complementarismo
O patriarcado bíblico é semelhante ao complementarismo  e muitas das diferenças são apenas de grau e ênfase.  Enquanto o complementarismo sustenta exclusivamente a liderança masculina na igreja e no lar, o patriarcado bíblico estende essa exclusão também à esfera cívica, de modo que as mulheres não devem ser líderes civis e de fato não devem ter carreiras fora de casa.  Assim, William Einwechter refere-se à visão tradicional complementar como "complementaridade de dois pontos" (liderança masculina na família e na igreja), e considera a visão patriarcal bíblica como "complementaridade" de três pontos ou "total" (liderança masculina na família, igreja e sociedade).  Esta questão foi discutida durante a campanha presidencial de Sarah Palin em 2008 , quando alguns adeptos do patriarcado bíblico declararam que Palin, como mulher, era "biblicamente inelegível para concorrer a vice-presidente".
Em contraste com isso, Douglas Wilson rejeita a ideia de que é pecado uma mulher concorrer a um cargo público. John Piper e Wayne Grudem , representando a posição complementarista, dizem que "não têm tanta certeza nessa esfera mais ampla se papéis podem ser desempenhados por homens ou mulheres".

## Crítica
O patriarcado bíblico tem sido criticado por ter opiniões que rebaixam as mulheres e as veem como propriedade.  Don e Joy Veinot do Midwest Christian Outreach interpretam a declaração do Vision Forum como sendo para sugerir que "as mulheres realmente não podem ser confiáveis como tomadores de decisão" e "a menos que uma filha se case, ela permaneça funcionalmente a 'propriedade' do pai até que ele morra".
Andrew Sandlin critica o patriarcado bíblico por ensinar a autoridade do pai, enquanto a Bíblia ensina a autoridade tanto dos pais quanto das mães.  Sandlin argumenta que "sempre que a Bíblia tem em mente a obrigação das crianças para com os pais, nunca descreve uma hierarquia paterna , apenas uma hierarquia parental ", que "o pai não tem mais a dizer na criação dos filhos do que a mãe" e não ensina que o pai é o chefe da família ".  Em outro lugar, Sandlin argumenta que "um patriarcalismo renovado em alguns setores está trabalhando pela hegemonia sobre as outras esferas legítimas da autoridade de Deus".  Em outras palavras, a autoridade do pai domina outras estruturas de autoridade na igreja e na sociedade.  Sandlin escreve que alguns patriarcalistas "chegaram ao ponto de sugerir que as escolas cristãs são pecaminosas ou erosivas da família" e "exigem obediência e servidão quase inabaláveis de seus filhos casados de quarenta anos".
Michael Farris discorda do ensinamento de que as mulheres não devem votar, e argumenta que "nada na Bíblia pode ser distorcido para expandir os deveres entre marido e mulher em um casamento amoroso para chegar à conclusão de que Bill Maher pode votar, mas Vickie Farris não pode."
Em 2008, Cynthia Kunsman organizou uma oficina no Seminário Teológico Batista do Meio - Oeste (patrocinado pelos Ministérios Evangélicos para Novas Religiões) criticando o patriarcado bíblico.   Ela descreveu como sendo uma "ideologia intolerante" que surgiu nos círculos do movimento cristão de educação domiciliar durante as duas últimas décadas.  Ela sugeriu que o movimento patriarcal bíblico era o culpado de subordinacionismo e identificou o Conselho sobre Masculinidade e Feminilidade Bíblica , o movimento Visão Federal e o Seminário Teológico Batista do Sul como adeptos do patriarcado bíblico.  Em resposta, tanto a EMNR quanto a MBTS acusaram Kunsman de fazer "acusações injustificadas e mal informadas contra professores e ministérios cristãos, incluindo o Conselho sobre Masculinidade e Feminilidade Bíblicas e as agências dentro da Convenção Batista do Sul ".